# Stetten (Schaffhausen)
Stetten és un municipi del cantó de Schaffhausen (Suïssa).